# Александер, Дэвид
Дэвид Майкл Александер (англ. David Michael Alexander; 3 июня, 1947, Уитмор-Лейк, Мичиган — 10 февраля, 1975, Анн-Арбор, Мичиган) — американский музыкант, басист прото-панк-группы The Stooges.

## Биография
Дэвид родился в Уитмор Лейке, штат Мичиган, но позже его семья переехала в Анн-Арбор. Дэйв начал обучение в пионерской средней школе, где встретил Рона и Скотта. В 1965 Рон продал мотоцикл, и друзья отправились в Англию, чтобы увидеть The Who и «попытаться найти The Beatles».
Через некоторое время Дэвид и братья Эштоны встретили Игги Попа. В 1967 году под его руководством была создана группа The Stooges, также известная как Iggy & The Stooges.
В августе 1970 года был уволен из группы за появление на фестивале Goose Lake International Music Festival в состоянии сильного алкогольного опьянения.

## Смерть
Дэвид умер от отёка лёгких в 1975 году в возрасте 27 лет. Незадолго до смерти проходил лечение от панкреатита, вызванного злоупотреблением спиртным.
Неофициально входит в объединение музыкантов, умерших в 27 лет, Клуб 27.